# Inson
Inson (japanisch 院尊; geboren  1120; gestorben 29. November 1198) war ein japanischer buddhistischer Priester und Bildhauer vom Ende der Heian-Zeit bis zum Anfang der Kamakura-Zeit.

## Leben und Wirken
Inson schuf im Jahr 1154 für den Tempel Kongōshin-in (金剛心院) in Toba eine buddhistische Statue, für die er den Ehrentitel „Hokkyō“ (法橋) erhielt. Im Jahr 1183, als Mönch zum höheren Priestert befördert, übertraf er die buddhistischen Bildhauer der En- und Keiha-Schule und erhielt den ranghöchsten Ehrentitel „Hōin“ (法印). Er gilt als einer der führenden Persönlichkeiten der seiner Zeit.
Am kaiserliche Hof genoss Inson das Vertrauen des Kaisers Go-Shirakawa (1127–1192). Und etwa zu der Zeit, als das Kamakura-Shogunat gegründet wurde, war er an dem Buddha-Herstellungsprojekt zur Restaurierung der „Südlichen Hauptstadt“ (南都, Nantō) – Nara – beteiligt. 1186 schuf er das Auditorium des Kōfuku-ji die Amida-Dreifaltigkeit-Statue, und 1195 brachte er Mitglieder seiner Familie mit, um den Heiligenschein für den Großen Buddha des Tempels Tōdai-ji zu gestalten.
Es gibt Aufzeichnungen darüber, dass verschiedene buddhistische Bildhauerschulen während des Wiederaufbaus der „Südlichen Hauptstadt“ um den Bau buddhistischer Statuen kämpften und dass der buddhistische Bildhauer Myōen aus der Enpa-Schule und der buddhistische Bildhauer Seichō (成朝) aus Nara Einwände gegen die Monopolisierung der Gestaltung der Haupthalle durch Inson erhoben. Als er jedoch jung war, hatte er durch gemeinsame Arbeiten eine Beziehung zur Enpa-Schule und erhielt von Ken’en (賢円), einem buddhistischen Bildhauer der Enpa-Schule, den Ehrentitel Hokkyō.
Es gibt allerdings kein existierendes Werk, bei dem sicher bestätigt werden konnte, dass es sich um Insons Werk handelt.